# 87 (číslo)
Osmdesát sedm je přirozené číslo. Následuje po číslu osmdesát šest a předchází číslu osmdesát osm. Řadová číslovka je osmdesátý sedmý nebo sedmaosmdesátý. Římskými číslicemi se zapisuje LXXXVII.

## Matematika
Osmdesát sedm je
- bezčtvercové celé číslo
- deficientní číslo
- příznivé číslo.
- v desítkové soustavě nešťastné číslo

## Chemie
- 87 je atomové číslo francia, neutronové číslo třetího nejméně běžného přírodního izotopu samaria a nukleonové číslo méně běžného z obou přírodních izotopů rubidia (tím běžnějším je 85Rb)[1]

## Roky
- 87
- 87 př. n. l.